# Lufia and the Fortress of Doom
Lufia and the Fortress of Doom, ou Estpolis Denki (エストポリス伝記) au Japon, est un jeu vidéo de rôle développé par Neverland Co., Ltd. et édité par Taito en 1993 sur Super Nintendo.